# Enfrentamientos en la Cota 905
Los enfrentamientos en la Avenida Guzmán Blanco, también llamada coloquialmente Cota 905, iniciaron el 7 de julio de 2021 en Caracas, Venezuela, entre las Fuerzas de Acciones Especiales y otras comisiones policiales contra la Mega Banda criminal liderada por los criminales Carlos Luis Revete (alías "El Koki"), Carlos Calderón Martínez (alías el Vampi) y Galvis Ochoa Ruíz (alías el Galvis).
Según fuentes policiales Leonardo José Polanco, Alias ''el Loco Leo'', fue herido en una pierna en una comisión policial el 7 de julio de 2021 y pidió apoyo a la megabanda del Koki, el Vampi y el Galvis y estos arremetieron en contra del comando de Poli-Caracas en el Helicoide ubicado en la Cota 905 y las subdelegaciones del Cuerpo de investigaciones científicas penales y criminalísticas (CICPC) en la Avenida Páez del Paraíso y Quinta Crespo; generando varios enfrentamientos que afectaron a cinco parroquias en Caracas.
Durante los enfrentamientos, solo dos comercios de alimentos se mantuvieron abiertos y el resto fueron abandonados, el transporte público se paralizó en la zona y algunos vecinos se vieron obligados a abandonar sus casas.

## Enfrentamientos
7 de julio
En horas de la tarde, varios hombres con armas largas atacaron la sede de la Policía Nacional Bolivariana (PNB) en el Helicoide, y el Cuerpo de Investigaciones Científicas, Penales y Criminalísticas (CICPC) en la Avenida Páez del Paraíso y Quinta Crespo.
8 de julio
Funcionarios de la policía recomendaron a los conductores no cruzar los túneles de autopista norte-sur y a los peatones no usar la Avenida Páez del Paraíso por los enfrentamientos. A través de redes sociales se dio a conocer que la Fuerzas de Acciones Especiales y la Policía Nacional Bolivariana lograron tomar puntos de observación de la banda delictiva en la parte alta de la montaña. Ante el acorralamiento, reportaron que los 2 líderes, el Vampi y el Galvis, tuvieron que abandonar el lugar. Durante los sucesos fue asesinada una persona de 28 años de edad.
9 de julio
En el día del 9 de julio se allanó la casa del Vampi, abriendo el portón con explosivos que tenía una posición estratégica para mantener el control de 2 sectores clave, la casa tenía tapizados de primera clase, piso pulido y decoración de lujo e incluso un cuarto para niño. En horas de la noche, el comisario Iván Simonovis fue la primera persona en ofrecer un saldo de fallecidos, asegurando que hubo 40 delincuentes muertos, pero ninguno de los líderes de las bandas.
10 de julio
El 10 de julio, un helicóptero sobrevoló la Cota 905 y arrojó panfletos con los rostros del Koki, el Vampi y el Galvis, en los papeles se pedía la colaboración de los ciudadanos para capturarlos; entre los panfletos que se arrojaron hubo uno con un mensaje dirigido a los integrantes de la banda pidiendo que se entregaran.Ese mismo día fueron heridas dos mujeres al haber sido alcanzadas por balas perdidas producto de un tiroteo iniciado a las 5:00 a.m. en el barrió.
11 de julio
Según la ministra del Interior de Nicolás Maduro, Carmen Meléndez, para el 11 de julio los enfrentamientos habían causado 26 muertos y 38 heridos. En una rueda de prensa con Delcy Rodríguez, Meléndez aseguró que cuerpos de seguridad habían incautado armas largas en la Cota 905; sin embargo, las fotografías expuestas correspondían a una incautación realizada en Bolivia en 2017.
12 de julio
El 12 de julio 2 integrantes de la banda de la Cota 905 fueron abatidos durante un enfrentamiento contra el CICPC, uno de ellos identificado bajo el alias de ''el Silencioso''. Ese mismo día falleció un joven de 11 años llamado Albert López, que había sido alcanzado por una bala perdida.
15 de julio
El 15 de julio, el CICPC detuvo a 2 criminales llamados Jesús Gregorio Jiménez Pacheco de 22 años, apodado ''El Chuchú'', y José Ramón Rodríguez Moray de 21 años, apodado ''el Oriental'', que eran integrantes de grupo hamponil de la banda de la Cota 905 que fueron los responsables del asesinato de Yonaiker David Urgelles de 23 años en la avenida principal de El Cementerio el 27 de mayo por un ajuste de cuentas, según el CICPC.
16 de julio
El 16 de julio, el presidente Nicolás Maduro afirmó que habían sido capturados y neutralizados más de 30 delincuentes que formaban parte de la banda del Koki.
20 de julio
El 20 de julio fue detenida en la torre 13 de un urbanismo situado en Fuerte Tiuna en la Parroquia Coche Carla Dorianny Díaz Torrealba, alias ''la Pelúa'', integrante de la banda del Koki; también fue detenido Oscar Eduardo Duran.
4 de agosto
El 4 de agosto fue abatido el Loco Leo en una comisión policial.

## Detención a políticos opositores
El 10 de julio, Meléndez acusó al diputado opositor Freddy Guevara, y mostró un tuit para inculparlo. El periodista Eugenio Martínez declaró que para el 12 de julio se realizaron 11 órdenes de detención por los hechos en la Cota 905. Freddy Guevara realizó una transmisión en vivo a través de Instagram en el momento en que era abordado y detenido por dos camionetas con agentes vestidos de negro. También hubo un intento de detención contra Juan Guaidó que fue frustrado. El Secretario General de la Organización de los Estados Americanos, Luis Almagro, exigió la liberación inmediata de Guevara.

## Recompensa
El gobierno de Nicolás Maduro ofreció una recompensa de 1,7 millones de dólares por quien diera información de los principales líderes de la banda ofreciendo 500 mil dólares por tres de ellos, Carlos Luis Revete alias "el Koki", Carlos Calderón Martínez alias "El Vampi" y Garbis Ochoa Ruiz alias "El Galvis"; además 50 mil dólares sobre Romer Ordaz Clemente alias "Romer" y por Gionel Trejo alias "El Trejo" y a cinco lugartenientes 20 mil dólares conocidos por alias "El Goku", alias "Chino", alias "El Franyerson", alias "Vampiro" y alias "Rocky", sin embargo nadie supo si sería en dólares o en petros (criptomoneda del gobierno), por lo cual existió cierta duda en la seriedad.

## Actualidad
A pesar de los operativos de la policía, los principales líderes de la mega banda criminal que controlaban la Cota 905 no fueron capturados y estos escaparon hacia Colombia, el Koki con ayuda de otro criminal colombiano conocido como ''el Salino'' movió su dinero que estaba en la cota 905 hacia su refugio en la ciudad de Cúcuta a través del lavado de dinero.
El 6 de febrero de 2022, las autoridades de Venezuela reportaron que el Koki había regresado a Venezuela. El 8 de febrero del año 2022, el Koki fue abatido por manos de la Brigada de Acciones Especiales del Cuerpo de Investigaciones Científicas, Penales y Criminalísticas, en un enfrentamiento a tiros en el sector La Arenera de Las Tejerías, en el estado Aragua, Venezuela.